# Kinetoskias elongata
Kinetoskias elongata är en mossdjursart som beskrevs av Harmer 1926. Kinetoskias elongata ingår i släktet Kinetoskias och familjen Bugulidae. Inga underarter finns listade i Catalogue of Life.